# Hugh Percy, II duque de Northumberland
Hugh Percy, II duque de Northumberland (14 de agosto de 1742-10 de julio de 1817) fue un militar y un par inglés. Participó en las batallas de Lexington y Concord, y en la batalla de Long Island, durante la Guerra de Independencia de los Estados Unidos. No obstante, renunció a su mando en 1777 por desacuerdos con su superior, William Howe.
Nacido como Hugh Smithson, sus padres asumieron el apellido Percy en 1750 por un acta del parlamento, momento en que obtuvo el título de cortesía de Lord Warkworth. En 1766, pasó a ostentar el título de conde de Percy, cuando su padre fue nombrado duque de Northumberland, título que el mismo ostentó desde 1786.

## Familia
Nació como hijo de Sir Hugh Smithson y Lady Elizabeth Seymour, heredera de la casa de Percy. En 1750, tras la muerte de su abuelo Algernon Seymour, VII duque de Somerset, su padre se convirtió en conde de Northumberland y tomó el apellido Percy.

## Carrera temprana
En 1759, con diecisiete años, ingresó en el ejército británico como capitán del octogésimo quinto regimiento de infantería, un logro que demostraba el poder de su riqueza y su familia. A pesar de esto, demostró ser un soldado capaz y se distinguió en las batallas de Bergen y Minden.  En 1760, entró a la St John's College, Cambridge. Tiempo después, el 2 de julio de 1764, desposó a Lady Anne Chrichton-Stuart, hija de Lord Bute, el 2 de julio de 1764.En 1766, se creó para su padre el ducado de Northumberland, pasando a ostentar el título de cortesía de conde de Percy. Como miembro del Parlamento y yerno de Lord Bute, fue promovido coronel y ayudante de campo en 1764, a pesar de que apenas había alcanzado la mayoría de edad. Percy tenía problemas crónicos de salud debido a la gota y problemas de visión; y físicamente era poco atractivo por su excesiva delgadez y su larga nariz. A pesar de todo, «él era honorable y valiente, cándido y decente, impecablemente educado e inmensamente generoso con su riqueza.»

## Guerra de la independencia Americana
En 1774, fue enviado a Boston con el rango local de brigadier general, y coronel del quinto regimiento de infantería. Sus puntos de vista sobre la disciplina militar se adelantaban a su tiempo: "Detestaba el castigo corporal. Mientras que otros comandantes recurrían a palizas y disparos en la plaza pública de Boston, él lideraba su regimiento con preceptos y ejemplo." Como whig, simpatizó con los colonos hasta que empezó a despreciar su comportamiento. Lideró los refuerzos de las batallas de Lexington y Concord, donde su inteligencia pudo haber salvado al ejército inglés de un desastre absoluto.
Cuando su brigada liberó a las tropas desmoralizadas de Francis Smith en Lexington, Percy organizó sus fuerzas cuidadosamente para asegurar la protección. También uso dos cañones para librarse de la milicia americana. Por otro lado, William Heath, quien lideraba a los colonos, les obligó a realizar una marcha forzosa y dificultosa mediante el fuego.  En su marcha, descubrieron que el puente sobre el río Charles en Cambridge estaba bloqueado, Percy les hizo dar media vuelta y se dirigieron a Charlestown, en el oeste: «Este repentino cambio de dirección, y el brillante uso de un camino oscuro e inesperado, tomó por sorpresa a los hombres de Nueva Inglaterra. Esto rompió el círculo de fuego alrededor de la brigada de Percy.» Cuando las fuerzas de los colonos trataron de bloquear el avance inglés a Prospect Hill, «Percy avanzó su cañón al frente de su regimiento, y despejó la colina con algunos disparos acertados. Estas eran sus últimas municiones de artillería». Percy pasó de despreciar a los ingleses a respetarles de forma reticente.
Estuvo ausente durante la batalla de Bunker Hill, tal vez tras un desacuerdo con William Howe, con quien no era capaz de llegar a un consenso.  Al año siguiente, Percy comandó una división en la batalla de Long Island y lideró la toma de Fort Washington.  En 1777, siendo ya teniente general, renunció a su cargo  tras una disputa con el general Howe por su gestión de la guerra y se marchó de América.

## Segundo matrimonio

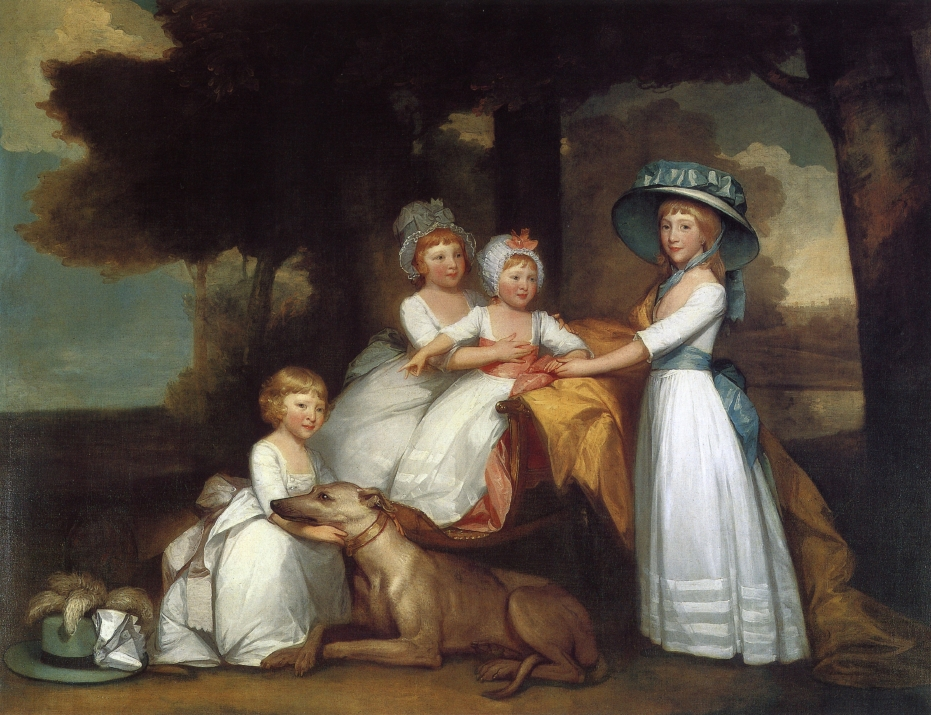
Los hijos del II Duque de Northumberland, por Gilbert Stuart, 1787.

Percy consiguió el divorcio en 1779, bajo el pretexto de la infidelidad de su esposa Anne; e inmediatamente, el 23 de mayor, desposó a  Frances Julia Burrell, con quien tuvo seis hijas y tres hijos, de los cuales le sobrevivieron tres hijas y dos hijos.
En 1786, heredó el título de su padre y continuó su inversión en la agricultura. Por ejemplo, tras la caída del precio del trigo en 1815, redujo sus rentas un 25%, e hizo reuniones dos veces por semana con inquilinos y comerciantes locales en el castillo de Alnwick. Asumió el comando del regimiento Percy de caballería en 1798 y, como coronel, el del regimiento de caballería real en 1806.
Conocido por ser el hombre más rico de Inglaterra y su fuerte temperamento, el segundo duque murió repentinamente de "gota reumática" en julio de 1817. Fue enterrado en la cripta de Northumberland, en la Abadía de Westminster. Fue sucedido por su hijo Hugh Percy, III duque de Northumberland.